# Trading with the Enemy Act
Il Trade with Enemy Act, talora abbreviato con  TWEA, è una legge federale, promulgata nel 1917 per limitare gli scambi commerciali coi Paesi ostili agli Stati Uniti. La legge conferisce direttamente al Presidente il potere di limitare in tutto o in parte il commercio fra gli USA e i Paesi ostili in tempo di guerra. La decisione dell'embargo non richiede un'approvazione parlamentare.
Il 20 ottobre 1933, Roosevelt propose un emendamento che estendeva i poteri del Presidente anche al trasferimento di oro. Esercitò questo potere per la prima volta con l'ordine esecutivo 6102. Le restrizioni continuarono fino agli anni settanta.
Il Trade with Enemy Act è spesso confuso con il International Emergency Economic Powers Act, che conferisce al Presidente poteri speciali quando è dichiarato uno stato di emergenza, ma non c'è una situazione di guerra.
Il TWEA si può usare anche internamente: Franklin D. Roosevelt lo usò per chiudere le istituzioni finanziarie e dichiarare un "bank holiday" per impedire le corse sulle banche durante la Grande Depressione nel 1933. Fu anche usato per mettere fuori legge la maggior parte della proprietà dell'oro nel tentativo di sostenere il dollaro, a sua volta sostenuto dall'oro. Il divieto di proprietà dell'oro è stato revocato dall'emendamento del Congresso e l'oro non è stato più utilizzato per sostenere i dollari stampati. Nel 1968 Lyndon Johnson utilizzò la legge per limitare le esportazioni di capitali. Nel 1971 Nixon utilizzò il TWEA per manipolare la valuta nel tentativo di incrementare le esportazioni statunitensi. Nel 1982 il Dipartimento del Tesoro degli Stati Uniti annunciò la cessazione delle Proclamazioni presidenziali e degli ordini esecutivi per le emergenze relative alla Grande Depressione del 1933, ponendo fine a tutti i programmi relativi al Trading with the Enemy orientati a livello nazionale.
Attualmente l'unico paese al quale è applicato il Trade with Enemy Act è Cuba; la Corea del Nord è quello a cui è stato più recentemente revocato (fu in vigore nei confronti di Pyongyang dal 1950 al 2008).

## Stati a cui è stato applicato il Trade with Enemy Act
- Albania: durante la Prima guerra mondiale[4] e dal 1941[2][5]  al 1946[6];
- Andorra: dal 1941[2][5] al 1946[6];
- Austria: dal 1941[2][5] al 1946[6];
- Impero austroungarico: dal 1917 al 1921 (Austria e Ungheria furono desanzionate separatamente)[2][5];
- Belgio: durante la Prima guerra mondiale[4] e dal 1940[2][5] al 1946[6];
- Bulgaria: durante la Prima guerra mondiale[4] e dal 1941[5] al 1945[6];
- Cambogia: dal 1975[2][7] al 1992[8];
- Repubblica di Cina: dal 1941 al 1946[6];
- Repubblica Popolare Cinese: dal 1950[2][5] al 1975[9];
- Cuba: dal 1963[2][7] a tutt'oggi;
- Cecoslovacchia: dal 1941[2][5] al 1946[6] e dal 1964 al 1967;
- Danimarca: dal 1940[2][5] al 1946[6];
- Città libera di Danzica: dal 1941[2][5] al 1945 (periodo in cui Danzica era stata annessa al Terzo Reich);
- Germania Est: dal 1964 al 1967;
- Estonia: dal 1940[2][5] al 1946[6] e dal 1964 al 1967 (periodo in cui l'Estonia era una repubblica sovietica);
- Finlandia: dal 1941[5] al 1946;
- Francia (Governo di Vichy): dal 1940[2][5] al 1946[6];
- Germania: dal 1917 al 1921 e dal 1941[2][5] al 1946[6];
- Grecia: dal 1941[2][5] al 1946[6];
- Hong Kong: dal 1941[2][5] al 1946[6];
- Haiti: negli anni Novanta, durante le amministrazioni di Bill Clinton e Jean-Bertrand Aristide;
- Ungheria: dal 1941[5] al 1945[6] ;
- Italia: dal 1941[5] al 1943[6];
- Giappone: dal 1941[2] al 1946[6];
- Lettonia: dal 1940[2][5] al 1946[6] e dal 1964 al 1967 (periodo in cui la Lettonia era una repubblica sovietica);
- Liechtenstein: dal 1941[2][5] al 1946[6];
- Lituania: dal 1940[2][5] al 1946[6] e dal 1964 al 1967 (periodo in cui la Lituania era una repubblica sovietica);
- Lussemburgo: dal 1940[2][5] al 1946[6];
- Principato di Monaco: dal 1940[2][5] al 1946[6];
- Montenegro: durante la Prima guerra mondiale[4];
- Corea del Nord: dal 1950[2] al 2008[10];
- Vietnam del Nord: dal 1964[9] al 1976;
- Norvegia: dal 1940[2][5] al 1946[6];
- Impero ottomano: dal 1917 al 1921[4][11];
- Polonia: dal 1941[2][5] al 1946[6];
- Portogallo: dal 1941[5][12] al 1948[12];
- Romania: dal 1917 al 1918[4] e dal 1940[5] al 1945[6];
- Impero russo: dal 1917 al 1918 (limitatamente alle aree conquistate dagli Imperi centrali durante la Prima guerra mondiale)[4];
- San Marino: dal 1941[5] al 1946[6];
- Serbia: dal 1915 al 1918[4];
- Spagna: dal 1941[5] al 1946[6];
- Svezia: dal 1941[5] al 1946[6];
- Svizzera: dal 1941[5] al 1946[6];
- Thailandia: dal 1941[5] al 1946[6];
- Paesi Bassi: dal 1940[2][5] al 1946[6];
- Unione Sovietica: dal 1941[5] al 1946[6] e dal 1972[5] al 1976[2];
- Vietnam: dal 1976[2][7] al 1994[13];
- Jugoslavia: dal 1941[2][5] al 1946[6].